# Insolacija
Insolacija (lat. insolatio: osunčanje, osunčavanje), u meteorologiji, je trajanje obasjavanja Suncem (Sunčevo zračenje), osunčanje ili osunčavanje, to jest vrijeme u kojem je neko mjesto na Zemlji izravno ozračeno Sunčevim zrakama. Razlikuje se stvarno osunčavanje, koje ovisi o otvorenosti obzora (horizonta), duljini vidljivoga dijela dana i naoblaci, te astronomski moguće osunčavanje, koje se može izračunati uz pomoć Sunčeve deklinacije i zemljopisne širine promatranoga mjesta. U Hrvatskoj najviše sati osunčavanja imaju mjesta na srednjem i južnom Jadranu (godišnje približno 2 700 sati), dok se prema unutrašnjosti godišnje osunčavanje smanjuje približno do 2 000 sati. Planinski predjeli su ljeti oblačniji, a zimi vedriji od nizinskih predjela, pa im je i trajanje insolacije različito. Valja napomenuti da godišnja moguća (teorijska) insolacija iznosi od 4 460 sati na jugu do 4 470 sati na sjeveru naše zemlje. To Sunčevo zračenje sadrži najviše od emitirane energije u obliku kratkovalnog zračenja i svjetla. Samo jedan dio kratkovalnog zračenja dospijeva do Zemljine površine, a preostali dio energije se reflektira (albedo), rasipa ili ju upije atmosfera. Dok zračenje površine Zemlje nazivamo dugovalno zračenje Zemlje koja je dugovalna i tamna. Izražava se brojem sati sijanja Sunca nad nekim mjestom tijekom godine.

## Ukupna energetska bilanca Zemljine površine
Toplinska ili energetska bilanca Zemlje je analiza Sunčevog zračenja i Zemljinog izračivanja. 
- kratkovalno zračenje sunca (od 0,3 do 3 μm) /{\displaystyle \ Q_{KV}}

{\displaystyle \ Q_{KV}=(S+D)-R}

gdje je ;
{\displaystyle \ (S)} - izravno ili direktno Sunčevo zračenje,
{\displaystyle \ (D)} - raspršeno Sunčevo zračenje (difuzno Sunčevo zračenje),
{\displaystyle \ (R)} - reflektivno ili odbojeno Sunčevo zračenje (albedo).
- dugovalno zračenje Zemlje (od 3 do 50 μm) /{\displaystyle \ Q_{DV}}

{\displaystyle \ Q_{DV}=A-E-rA}

gdje je ;
{\displaystyle \ (A)} - zračenje atmosfere prema Zemlji,
{\displaystyle \ (E)} - izračivanje Zemlje,
{\displaystyle \ (r)} - reflektivno zračenje.
- - ukupna toplotna bilanca

{\displaystyle \ Q_{U}=Q_{KV}+Q_{DV}}

- za atmosferu = - 19%
- za zemlju = + 19%

## Insolacija u geofizici
Insolacija, u geofizici, je obasjavanje Zemljine površine Sunčevim zrakama, koje ima toplinsko, svjetlosno i biološko djelovanje. Insolacija ovisi o visini Sunca nad obzorom, položaju obasjane površine, visini nad morskom razinom, oblačnosti i prozirnosti atmosfere. Mijenja se u tijeku dana, i od dana do dana (od 0 do 6 J/cm² u minuti). Insolacija je najvažniji izvor topline na Zemlji i glavni uzrok toplinskih pojava u atmosferi, hidrosferi i na Zemljinoj površini, te biofizikalnih i biokemijskih procesa u biljnim i životinjskim organizmima. Ona je najznačajniji čimbenik u stvaranju klime. Pod utjecajem insolacije stijene se po danu zagrijavaju, a kako se noću naglo hlade, postupno pucaju, krše se i drobe u pijesak i prašinu. Taj je proces najjači u pustinjama i na visokim planinama, gdje je velika razlika u temperaturi dana i noći, a nema biljnoga pokrova koji bi zaštitio stijene.

## Insolacija u arhitekturi
Insolacija, u arhitekturi, je izravno obasjavanje unutarnjih i vanjskih prostora Sunčevim zrakama, što ima znatan utjecaj na uvjete boravka i rada ljudi u tim prostorima, pa je insolacija jedan od značajnih čimbenika arhitektonskoga i urbanističkoga projektiranja. Pritom se nastoje iskoristiti povoljni učinci insolacije (zagrijavanje prostora zimi, prirodna rasvjeta, antibakterijsko djelovanje, pozitivan psihološki učinak, vizualni doživljaj kontrasta svjetla i sjene), a ukloniti nepoželjni (pretjerano zagrijavanje prostora, blještavilo), bez obzira na upadni kut, jakost i spektralnu raspodjelu Sunčevih zraka, koji se mijenjaju tijekom dana i godine, a ovisni su i o zemljopisnoj širini te atmosferskim prilikama. Stupanj insolacije određuje se prema namjeni prostora, a moguće ga je postići odabirom povoljnoga razmještaja zgrada, orijentacije njihovih pročelja i unutarnjih prostora (na primjer istočna orijentacija spavaonica, južna orijentacija prostora za dnevni boravak, sjeverna za radne prostore) te razmještajem i veličinom prozorskih otvora. Zaštita od pretjerane insolacije provodi se među ostalim i istakama iznad prozora, rebrenicama s okomitim ili vodoravnim lamelama, tendama i roletama, reflektirajućim staklima, sadnjom listopadne vegetacije ispred pročelja i slično. Kvalitetnim oblikovanjem zgrada, to jest korištenjem toplinskoga učinka insolacije, moguće je postići znatne energetske uštede u zagrijavanju zgrada.

## Mjerni instrumenti
Mjerni instrumenti kojima mjerimo insolaciju ili osunčavanje su: heliograf, piranometar, pirheliometar, pirradiometar, bilancomjer, aktinograf.

### Heliograf
Heliograf je uređaj za registraciju Sunčeva zračenja. Tako se nazivaju uređaji za automatsku registraciju osunčanja, uređaji za snimanje površine Sunca, a u fototelegrafiji su se tako nazivali uređaji za odašiljanje signala Morseovom telegrafijom s pomoću reflektiranoga Sunčeva zračenja. Važan je dio svakog heliografa heliostat. U praksi je pojam praćenja Sunčevog zračenja prvotno određen uz registraciju na Campbell-Stokesovom heliografu, mjernom instrumentu koji sijanje Sunca registrira izgaranjem posebne trake, smještene iza posebne staklene leće koja zrake koncentrira na traku koja se mora mijenjati svaki dan. Campbell-Stokesov heliograf je možda najstariji instrument koji se još uvijek zadržao u redovnim meteorološkim mjerenjima (uveden u redovnu meteorološku službu 1889.), a prema nekima jedan je od najljepših mjernih instrumenata. Instrument je 1853. razvio J. Campbell. Njegov instrument se sastojao do staklene kugle napunjene vodom koja je postavljena u sredini izdubljene drvene posude. Staklena kugla fokusira Sunčevo zračenje na unutrašnju površinu posude i ostavlja nagoreni trag na drvu. 